# Фролов, Николай Васильевич
Николай Васильевич Фролов (род. 13 декабря 1931, Волково, Верхнеуслонский район, Татарская АССР, РСФСР, СССР) — советский работник промышленности и общественный деятель, Герой Социалистического Труда.

## Биография
Родился 13 декабря 1931 года в деревне Волково Верхнеуслонского района в семье председателя колхоза «Красная гора».
Окончив семь лет школы, в 1948 году приехал в Казань и поступил на обувной комбинат «Спартак» учеником фрезеровщика. В 1951—1955 годах служил в Советской армии. Вернувшись в Казань, Николай устроился на завод «Радиоприбор» также фрезеровщиком и продолжил своё обучение в школе рабочей молодежи.
Н. В. Фролов сочетал работу с рационализаторством и участием в общественной жизни: с 1962 по 1964 годы избирался членом цехового и заводского комитетов профсоюза; в 1964—1991 годах был бессменным секретарём партбюро цеха, в 1970 году был членом парткома завода. Выйдя в 2000 году на пенсию, продолжает участвовать в общественной жизни республики, являясь заместителем председателя организации «Герои Татарстана». Проживает в Казани.

## Награды
- Высшее звание «Герой Социалистического Труда» с вручением ордена Ленина (26 апреля 1971 года, «закрытым» указом Президиума Верховного Совета СССР) — за выдающиеся заслуги в выполнении заданий пятилетнего плана и создание новой техники.
- Орден Трудового Красного Знамени, медаль «За доблестный труд. В ознаменование 100-летия со дня рождения В. И. Ленина».
- Почётные грамоты Президиумов Верховных Советов СССР и ТАССР, обкома КПСС и Совета Министров ТАССР, Республики Татарстан.
- Орден «За заслуги перед Республикой Татарстан» (2011 год) — за многолетнюю активную и плодотворную деятельность на благо Республики Татарстан, значительный вклад в развитие ветеранского движения и общественно-политической жизни республики[2]
- Медаль ордена «За заслуги перед Республикой Татарстан» (2021 год) — за многолетний плодотворный труд на благо республики, активную общественную деятельность[3].
- Медаль «За доблестный труд» (2016 год) — за активную общественную деятельность и большой вклад в патриотическое воспитание подрастающего поколения[4].
- Медаль «100 лет образования Татарской Автономной Советской Социалистической Республики» (2020 год) — за существенный вклад в укрепление социально-экономического потенциала Республики Татарстан, межнационального и межконфессионального мира и согласия, сохранение и приумножение культурно-духовного наследия, высокие достижения в профессиональной и общественной деятельности[5].